# 二値画像

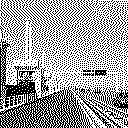
白黒二値画像の例

二値画像（にちがぞう）またはバイナリイメージ（英語: binary image、バイナリ画像）とは、各ピクセルの取り得る値が2種類のみのデジタル画像である。
一般的に、二値画像に使用される2つの色は白と黒であるが、これら以外の任意の色の組み合わせも使用することができる。 画像内のオブジェクトに使用される色は前景色(foreground color)であり、残りの画像は背景色(background color)である。文書スキャニングの分野では、バイトーナル(bi-tonal)と呼ばれる。
二値画像は、各ピクセルが単一のビット、すなわち0または1として記録される。二値画像のことを「白黒」(black-and-white)や「モノクローム」(monochrome)などと呼ぶこともあるが、これらの名称は、各ピクセルについて単一の周波数の光のみをサンプリングした画像（グレースケールなど）についても用いられる。Photoshopでは、バイナリイメージはビットマップモードのイメージと同じ意味である。
二値画像は、デジタル画像処理において、マスクとして、また、セグメンテーション・二値化・ディザリングなどの操作の結果として、しばしば発生する。レーザープリンター、ファクシミリ、モノクロディスプレイなどの一部の入出力デバイスは、二値画像しか扱えない。
二値画像は、ビットの配列であるビットマップとしてメモリに格納される。640×480の画像には、37.5キビビットの記憶容量が必要である。画像ファイルのサイズが小さくなるため、ファックスや文書管理で通常はこの形式が使用される。ほとんどの二値画像は、単純な連長圧縮であっても適切に圧縮される。
二値画像は、2次元整数格子Z2の部分集合として解釈することができる。形態学的画像処理の分野は、この解釈に大きく影響された。